# 음서
음서(蔭敍) 또는 음서제(蔭敍制)는 고려와 조선 시대에 중신 및 양반의 신분을 우대하여 친족 및 처족을 과거와 같은 선발 기준이 아닌 출신을 고려하여 관리로 사용하는 제도이다. 음보(蔭補), 문음(門蔭), 음사(蔭仕), 음직(蔭職)이라고도 표기하며, 음덕(蔭德)으로 표현하기도 한다. 음서로 선발된 관료들은 음관(蔭官)으로 불렀는데 규정에는 음서제로 관직에 오른 자는 당상관 이상의 직책과 청요직에는 오르지 못했으나, 문벌의 영향력에 따라 간혹 청요직과 3정승, 2찬성까지 올라가는 경우도 있었다.

## 역사

### 고려 시대
신라 시대에도 음서와 비슷한 채용 방식이 있긴 하였으나 실질적으로는 고려 성종대에 당나라, 송나라의 음보제(蔭補制)를 들여와 5품 이상의 관직에 있는 중신의 아들에게 관직을 제수하면서 시작되었다. 지배층의 관인 지배 체제를 굳건히 하게 되면서 과거에 급제하여 벼슬을 하는 비율보다 음서로 인한 관직 진출이 더 많게 되었다. 이러한 고려시대 음서는 범음서(凡蔭敍), 범서조종묘예(凡敍祖宗苗裔) 등이 있었다.
음서의 범위는 기본적으로 종실과 공신의 자손이며, 거기에 5품 이상인 관료의 아들, 손자, 사위, 동생, 조카 등이 음서 혜택을 입었다. 그리하여 중견 관리만 되면 그 자손은 자동적으로 관리가 될 수 있었다. 그러나 5품 이상 관리의 자제라고 해서 누구나 음서의 혜택을 받는 것은 아니고 대체로 그들 가운데 한 사람에 한정되었다. 이러한 것은 결국 고려의 관료제도가 강력한 귀족제에 의해서 뒷받침되고 있었음을 말하여 주는 것이다.
음서로서 관리가 된 자가 과거를 통해 관리가 된 자보다 많았고 출세도 빨랐다는 사실은 고려의 관료 체계가 귀족적 특성을 지니고 있음을 뜻한다.
음서제로도 구제를 하지 못한 고관 대작의 아들, 손자, 조카, 아우, 사촌, 종손, 외손 등의 경우는 대가 제도를 통해 구제하였다. 그러나 대가 제도로는 오를 수 있는 한계가 정5품이었다.

### 조선 시대
조선 초기에는 고려 말기의 음서제는 권문세족의 지위를 유지하는 도구에 불과했던 점을 간과하지 않고 그 수혜 범위가 축소되고 관품도 하향되었다. 하지만 양반 족벌 체제로 변모한 조선 후기에는 반대로 음서 제수가 확대되었다. 《경국대전》, 《대전회통》 등에 그 제도의 시행 방안이 기록되어 있었으며 시대마다 그 시행 방법이 조금씩 달랐다.
조선 중기에는 음서와 과거 출신의 차별이 존재하였는데, 음서 제도로 관직에 오른 자는 사헌부, 사간원, 홍문관, 예문관의 직책에는 오를 수 없었던 것이 그것이아니다.
보통 생원시나 진사시에는 합격했으나 대과에 응시할 역량이 되지 않는 고관대작의 자제들이 음서제도로 관직에 진출하는 것이 보통이었다. 과거 급제자  출신에 비해 음서 출신을 낮추었다고 하지만 후기에는 과거보다는 음서로 출사하기를 선호하게 되어 부정비리의 원인 중 하나가 되었다. 조선왕조 역시 음서로도 구제하지 못한 고관대작의 자손들은 대가 제도로 구제했다.

## 같이 보기
- 과거 제도
- 대가 제도
- 면신례